# شيلينديا
شيلينديا هي قرية تقع في إقليم أراد في رومانيا. تبعد عن أراد 54 كم.

## السكان
حسب إحصائيات 2002 بلغ عدد سكان القرية 959 نسمة.